# Jacques Rogge
Jacques Rogge (n. 2 mai 1942, Gent, Flandra, Belgia – d. 29 august 2021, Deinze, Flandra, Belgia) a fost un medic chirurg ortoped belgian, președintele Comitetului Olimpic Internațional din 16 iulie 2001 până în 10 septembrie 2013, când a fost succedat de germanul Thomas Bach.
S-a născut în orașul Gent din Flandra de Est. A participat la concursuri de iahting ajungând și la Jocurile Olimpice și a jucat rugby la echipa națională a Belgiei. A fost căsătorit și a avut 2 copii.